# ایزه
ایزه (به فرانسوی: Aize) یک کامین در فرانسه است که در Canton of Vatan واقع شده‌است.

## خصوصیات
ایزه ۱۷٫۰۷ کیلومترمربع مساحت و ۱۳۰ نفر جمعیت دارد و ۱۲۱ متر بالاتر از سطح دریا واقع شده‌است.